# Hermann Fühner
Hermann Georg Fühner (* 10. April 1871 in Pforzheim; † 11. Januar 1944 in Bonn) war ein deutscher Apotheker, Arzt und Hochschullehrer mit den Forschungsgebieten Pharmakologie und Toxikologie.

## Leben
Hermann Fühner kam am 10. April 1871 in Pforzheim als Sohn des Goldwarenfabrikanten Hermann Fühner senior und der Julie geborene Armbruster zur Welt. Nach dem Abitur sowie einer Ausbildung zum Apotheker, belegte Fühner ab 1892 die Studien der Chemie an der Universität Genf, der Pharmazie an der Humboldt-Universität zu Berlin und der Medizin an der Universität Straßburg, ehe er 1895 zum Dr. phil. sowie 1902 zum Dr. med. promoviert wurde.
Danach wurde er 1907 zum Privatdozenten, 1913 zum außerordentlicher Professor an der Albert-Ludwigs-Universität Freiburg ernannt. In der Folge hatte Fühner zuerst ab 1915 den Lehrstuhl für Pharmakologie an der Universität Königsberg, von 1921 bis 1924 an der Universität Leipzig und schließlich bis zu seiner Emeritierung 1937 an der Universität Bonn inne.
Hermann Fühner, ein Schüler von Oswald Schmiedeberg, Hans Horst Meyer und Walther Straub, befasste sich mit vielfältigen Fragen der Pharmakologie und insbesondere auch der Toxikologie. Fühner war an der Entwicklung der Materia medica zur experimentellen Pharmakologie wesentlich beteiligt.

Hermann Fühner heiratete im Jahr 1913 Isa geborene Keipert. Das Paar hatte drei Töchter und einen Sohn. Hermann Fühner verstarb am 11. Januar 1944 drei Monate vor Vollendung seines 73. Lebensjahres in Bonn.

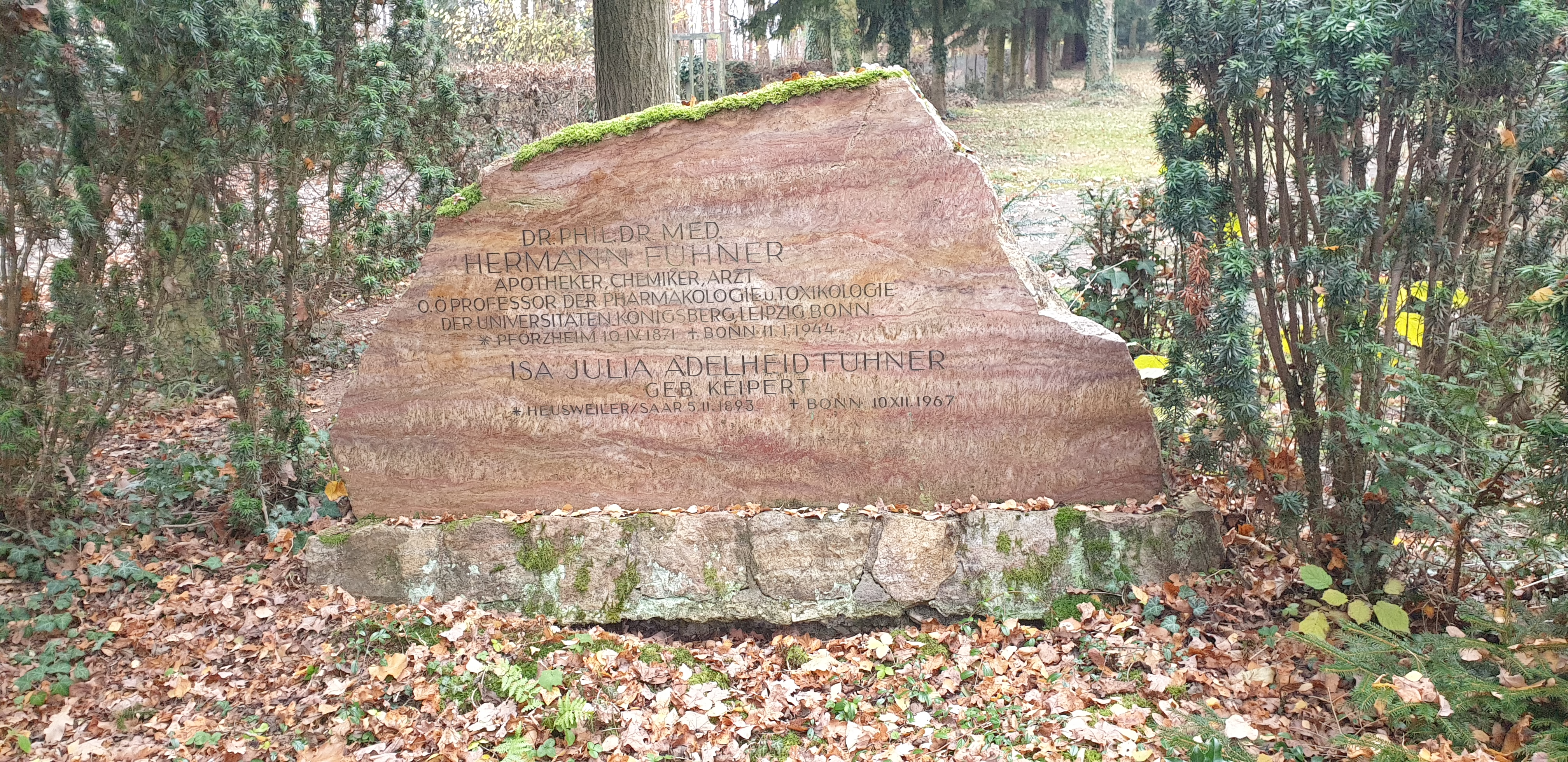
Grab des Ehepaars Fühner auf dem Poppelsdorfer Friedhof zu Bonn

## Ehrung
- Im Jahr 1925 wurde Hermann Fühner in die Leopoldina aufgenommen.

## Schriften (Auswahl)
- Lithotherapie. Historische Studien über die medizinische Verwendung der Edelsteine. Ulm 1902 (zugleich Dissertation Straßburg 1902); 2. Auflage 1936, Neudruck ebenda 1956.
- Curarestudien I, Habilitationsschrift, Leipzig, 1907
- Nachweis und Bestimmung von Giften auf biologischem Wege, 1911
- Die Muskaringruppe, in: Handbuch der experimentellen Pharmakologie I, herausgegeben von Arthur Heffter, 1923, Seite 640–683
- Die Guandingruppe, in: Handbuch der experimentellen Pharmakologie I, herausgegeben von Arthur Heffter, 1923, Seite 684–701
- Die Gruppe der organischen Farbstoffe, in: Handbuch der experimentellen Pharmakologie I, herausgegeben von Arthur Heffter, 1923, Seite 1199–1296
- Die Colchicingruppe, in: Handbuch der experimentellen Pharmakologie II, herausgegeben von Arthur Heffter, 1920, Seite 493–507
- Pharmakologie für Pharmazeuten, 1937, 3. Auflage 1948
- Medizinische Toxikologie, 1943, 3. Auflage 1951, neubearbeitet von Wolfgang Wirth und Gerhard Hecht
- als Begründer und Herausgeber: Sammlung von Vergiftungsfällen, 1930 ff.